# Франсуа Антуан Абенек
Франсуа-Антуан Габенек фр. François-Antoine Habeneck; 22 січня 1781 — 8 лютого 1849) — французький скрипаль, композитор і диригент.
Закінчив Паризьку консерваторію. У 1828-му став першим керівником Оркестру концертного товариства Паризької консерваторії і залишався на цій посаді до своєї смерті. Автор ряду творів для скрипки, у т. ч. двох скрипкових концертів.
Серед його учнів — бельгійський скрипаль і педагог Юбер Леонар, французький композитор Едуар Лало.